# خوخ تكساني
خوخ تكساني (الاسم العلمي:Prunus texana) هو نوع من النباتات يتبع جنس الخوخ من الفصيلة الوردية.